# Bilibig Dian Mahrus
Bilibig Dian Mahrus (sinh ngày 27 tháng 3 năm 1986) là một cầu thủ bóng đá người Indonesia thi đấu ở vị trí hậu vệ cho Perseru Serui ở Indonesia Super League and now ở Indonesia Soccer Championship.